# NGC 2730
NGC 2730 este o radiogalaxie situată în constelația Racul. A fost descoperită în 28 martie 1864 de către Albert Marth. Se află la o distanță de 58,9 de megaparseci de Pământ.